# Канзас
Вижте пояснителната страница за други значения на Канзас.
Канзас (на английски: Kansas) е щат в САЩ, чийто пощенски код е KS.
Столицата на щата е Топика. Най-големият град в щата е Уичита.
Населението на Канзас е 2 913 123 души (2017). Канзас е с обща площ от 213 094 km², от които 211 886 km² суша и 1208 km² вода (0,57 %).

## География
Канзас граничи с Небраска на север, с Мисури на изток, с Оклахома на юг и с Колорадо на запад.

## Градове
- Джонсън Сити
- Додж Сити
- Емпория
- Канзас Сити
- Колдуел
- Топика
- Уичита

## Окръзи
Канзас се състои от 105 окръга:
1. Алън
2. Андерсън
3. Атчисън
4. Барбър
5. Бартън
6. Браун
7. Бърбън
8. Бътлър
9. Вашингтон
10. Гийри
11. Гоув
12. Грант
13. Грей
14. Греъм
15. Грийли
16. Грийнуд
17. Джаксън
18. Джеферсън
19. Джонсън
20. Джуъл
21. Дикейтър
22. Дикинсън
23. Донифан
24. Дъглас
25. Едуардс
26. Елк
27. Елис
28. Елсуърт
29. Кайоуа
30. Каули
31. Кингмън
32. Кларк
33. Клауд
34. Клей
35. Команчи
36. Кофи
37. Крофорд
38. Кърни
39. Лабет
40. Левънуърт
41. Лейн
42. Лин
43. Линкълн
44. Лион
45. Логан
46. Макфиърсън
47. Мариън
48. Маршал
49. Маями
50. Мийд
51. Мичел
52. Монтгомъри
53. Морис
54. Мортън
55. Нес
56. Нимаха
57. Ниошо
58. Нортън
59. Озбърн
60. Отава
61. Осейдж
62. Поуни
63. Потауатоми
64. Прат
65. Райли
66. Райс
67. Рино
68. Рипъблик
69. Ролинс
70. Рукс
71. Ръсел
72. Ръш
73. Салин
74. Седжуик
75. Скот
76. Смит
77. Стантън
78. Стафорд
79. Стивънс
80. Съмнър
81. Сюърд
82. Томас
83. Трего
84. Уабонзе
85. Уайъндот
86. Удсън
87. Уилсън
88. Уичита
89. Уолъс
90. Филипс
91. Фини
92. Форд
93. Франклин
94. Хамилтън
95. Харви
96. Харпър
97. Хаскъл
98. Ходжмън
99. Чейс
100. Чероки
101. Чотокуа
102. Шайен
103. Шеридан
104. Шоуний
105. Шърман